# Bangli (Kecamatan)
Bangli ist ein indonesischer Distrikt (Kecamatan) im gleichnamigen Regierungsbezirks (Kabupaten). Der langgezogene Binnendistrikt (etwa 25 km lang) grenzt im Westen an den Kecamatan Susut, im Norden an den Kecamatan Kintamani, im Osten an den Kecamatan Tembuku, im Südosten an den Kecamatan Banjarangkan (Kab. Klungkung) sowie im Süden an den Kecamatan Gianyar (Kab. Gianyar).

## Verwaltungsgliederung
Der Distrikt gliedert sich in fünf Dörfer ländlichen Typs (Desa) sowie vier Dörfer städtischen Typs (Kelurahan), die sich des Weiteren in 23 Desa Adat	und 64 Banjar Dinas teilen.
| Kode PUM 1    | Dorf 2      | Fläche (km²) Ende 2021 | Einwohner Census 2010 | Einwohner Ende 2020 | Einwohner Ende 2021 | Dichte Einw. pro km² |
| ------------- | ----------- | ---------------------- | --------------------- | ------------------- | ------------------- | -------------------- |
| 51.06.02.2001 | Bunutin     | 2,96                   | 3.344                 | 4.148               | 4.004               | 1.352,70             |
| 51.06.02.2002 | Tamanbali   | 5,02                   | 6.022                 | 7.430               | 7.156               | 1.425,50             |
| 51.06.02.1003 | Bebalang    | 4,15                   | 5.732                 | 6.103               | 5.852               | 1.410,12             |
| 51.06.02.1004 | Kawan       | 3,73                   | 8.386                 | 9.779               | 9.440               | 2.530,83             |
| 51.06.02.1005 | Cempaga     | 4,49                   | 7.517                 | 9.142               | 8.915               | 1.985,52             |
| 51.06.02.1006 | Kubu        | 3,93                   | 4.499                 | 4.622               | 4.527               | 1.151,91             |
| 51.06.02.2007 | Kayubihi    | 9,85                   | 5.198                 | 5.791               | 5.624               | 570,96               |
| 51.06.02.2008 | Pengotan    | 11,77                  | 3.789                 | 4.120               | 4.081               | 346,73               |
| 51.06.02.2009 | Landih      | 13,59                  | 3.780                 | 4.229               | 4.154               | 305,67               |
| 51.06.02      | Kec. Bangli | 61,35                  | 48.267                | 55.364              | 53.753              | 876,17               |
Ergebnisse aus Zählung: 2010 und Fortschreibung 2020 und 2021

## Bevölkerung

### Bevölkerungsentwicklung der letzten drei Halbjahre
| Datum      | Fläche (km²) | Einwohner | männlich | weiblich | Dichte (Einw./km²) | Sex Ratio (m*100/w) |
| ---------- | ------------ | --------- | -------- | -------- | ------------------ | ------------------- |
| 31.12.2020 | 61,35        | 55.364    | 27.607   | 27.757   | 902,4              | 99,5                |
| 30.06.2021 | 61,35        | 55.023    | 27.423   | 27.600   | 896,9              | 99,4                |
| 31.12.2021 | 61,00        | 53.753    | 26.921   | 26.832   | 881,2              | 100,3               |
Fortschreibungsergebnisse